# Dorothy Compton
Dorothy Compton (fl. XX secolo) è stata una cantante statunitense nota come voce ufficiale di Timmy, uno dei Tre porcellini della Disney.

## Biografia
Nata agli inizi del 1900, cresce come cantante e interprete professionista. Forma con Mary Moder il gruppo musicale dei The Rhythmettes (chiamato anche Rhymettes), coi quali lavora dal 1931 in concerto e radio (KMTR, NBC, KHJ). In seguito fonda con Margory Briggs e Betty Noyes il trio The (Three) Debutantes, chiamato anche Three Little Sugars (1937),, col quale lavora in radio e in torunée nazionale e incide con la big band di Ted Fio Rito (1936, 1937, Decca Records) e con Frank Sinatra (1945, Columbia Records). Con Ted Fio Rito e il suo trio incide numerosi album e il brano My Little Grass Shack In Kealakekua, Hawaii, che diventa una hit negli anni '30.
Amica di Walt Disney, è da lui scelta per il ruolo di doppiatrice nel cortometraggio I tre porcellini (in lingua inglese The Three Little Pigs) del 1933, prestando la voce a uno dei tre protagonisti: Timmy (Fifer Pig). Nel film Disney si occupa anche, insieme agli altri due doppiatori/cantanti Pinto Colvig e Mary Moder (dei The Rhymettes), della parte sonora, incidendo con Frank Churchill la colonna sonora Who's Afraid Of The Big Bad Wolf?. Per il lavoro, secondo Moder, furono pagate dieci dollari.
Successivamente presta la voce al medesimo personaggio in Cappuccetto Rosso, I tre lupetti e Jimmy porcellino inventore.
Continuando l'attività concertistica e in radio, appare anche come attrice, in ruoli minori, nei film L'ultimo Adamo (1933), When do we eat? (1934) e Musica sulle nuvole (1942).

## Filmografia
- 1933, I tre porcellini (doppiatrice)
- 1933, L'ultimo Adamo
- 1934, When Do We Eat?
- 1934, Cappuccetto Rosso (doppiatrice)
- 1936, I tre lupetti (doppiatrice)
- 1939, Jimmy porcellino inventore (doppiatrice)
- 1942, Musica sulle nuvole